# Jaroslav Sýkora (pedagog)
Jaroslav Sýkora (29. dubna 1928 Třebíč – 2. dubna 2018) byl český vysokoškolský pedagog, bývalý prorektor Masarykovy univerzity a bývalý děkan Pedagogické fakulty Masarykovy univerzity. Zabýval se zejména archeologií a regionálním dějinami jižní Moravy. Dlouhodobě se podílel i na organizaci Muzejní a vlastivědné společnosti v Brně a na archeologickém výzkumu v lokaci Hradiště svatého Hypolita.

## Život
Narodil se v roce 1928 do dělnické rodiny. Vystudoval Reálné gymnázium v Třebíči a již během gymnaziálních studií se věnoval organizační činnosti, v Třebíč tak například uspořádal první poválečný majáles. V roce 1947 vystudoval dějepis, zeměpis a občanskou výchovu na Pedagogické fakultě MU a následně se dále věnoval studium historie na Filozofické fakultě MU.
Na Pedagogické fakultě MU začal pracovat 1. června 1950 a jejím zaměstnancem zůstal až do důchodu. Do Komunistické strany Československa vstoupil v roce 1952. Na počátku svého odborného působení se věnoval především archeologii a zejména výzkumu znojemského hradiště. Od roku 1963 až do roku 1984 působil jako vedoucí katedry historie. Pod jeho vedením se katedra věnovala spolupráci se zahraničními univerzitami v Německu, Rakousku, Maďarsku, SSSR a Polsku a také studiu regionálních dějin. V roce 1969 působil jako proděkan Pedagogické fakulty Masarykovy univerzity.
Habilitoval se v roce 1970 a o dva roky později byl jmenován profesorem v oboru československé dějiny a teorie vyučování dějepisu. V roce 1973 se stal vedoucím redakce Vlastivědného věštníku moravského a časopis v této pozici vede až do roku 1989. V letech 1976 až 1978 byl děkanem Pedagogické fakulty MU a od roku 1978 působil jako prorektor Masarykovy univerzity. V roce 1979 se stal místopředsedou Muzejní a vlastivědné společnosti v Brně. V 70. letech působil i jako člen expertní komise pro studium učitelství, která připravovala novou koncepci vzdělávací soustavy. Působil i jako poslanec Krajského národního výboru Jihomoravského kraje a jako předseda Kulturního výboru Krajského národního výboru Jihomoravského kraje.
Po svých šedesátinách odešel do důchodu, ukončil své působení na pedagogické fakultě a věnoval se rozšiřování aktivit Muzejní a vlastivědné společnost v Brně. Zejména se věnoval organizování exkurzí po Česku i zahraničí. Úzce při tom spolupracoval s Vladimírem Nekudou. I v důchodu se však i nadále věnoval vědecké činnosti.

## Ocenění
- 15. prosince 1987 obdržel čestný doktorát Vysoké školy pedagogické v Drážďanech.
- V roce 1983 obdržel bronzovou medaili za zásluhu o rozvoj Jihomoravského kraje a v roce 1986 obdržel dokonce medaili stříbrnou.
- V roce 1986 obdržel medaili za zásluhy o rozvoj města Brna.